# Perrunichthys
Perrunichthys is een monotypisch geslacht van straalvinnige vissen uit de familie van de antennemeervallen (Pimelodidae).

## Soort
- Perrunichthys perruno Schultz, 1944